# François Gros-Gurin
Pour les articles homonymes, voir Gros et Gurin (homonymie).
François Gros-Gurin, né le 20 août 1819 à Molinges (Jura) et mort le 19 septembre 1884 à Gex (Ain), est un homme politique français.

## Biographie
Médecin, maire de Gex, il est révoqué après la chute de Thiers, le 24 mai 1873. Conseiller général, il est député de l'Ain de 1876 à 1881, siégeant dans la  gauche républicaine. Il est l'un des signataires du manifeste des 363, qui ont refusé la confiance au gouvernement de Broglie, le 16 mai 1877.

## Sources
- « François Gros-Gurin », dans Adolphe Robert et Gaston Cougny, Dictionnaire des parlementaires français, Edgar Bourloton, 1889-1891 [détail de l’édition]